# Bois de Lauzelle
Bois de Lauzelle är en skog i Belgien.   Den ligger i provinsen Vallonska Brabant och regionen Vallonien, i den centrala delen av landet, 26 km sydost om huvudstaden Bryssel.
Omgivningarna runt Bois de Lauzelle är en mosaik av jordbruksmark och naturlig växtlighet. Runt Bois de Lauzelle är det tätbefolkat, med 308 invånare per kvadratkilometer.